# Češi na Slovensku
Češi na území Slovenska jsou národnostní menšina žijící rozptýleně po celém území Slovenska (koncentrují se zejména ve velkých městech a okresech sousedících s Českem). Národnostní menšinou se stali až po zániku České a Slovenské Federativní Republiky v roce 1993. Až do té doby představovali jeden ze dvou státotvorných národů společného státu.
Podle sčítání obyvatel v roce 2011 se k české národnosti přihlásilo 30 367 obyvatel, což představovalo 0,56 % celkové populace. Český mateřský jazyk podle tohoto sčítání uvedlo 35 216 obyvatel (0,65 %), používání českého jazyka v domácnosti preferuje 17 148 obyvatel (0,32 %) a na veřejnosti ho té době používalo 18 747 obyvatel (0,35 %). 

## Historie
První velká migrační vlna směřující z území Čech na území dnešního Slovenska souvisela s náboženským pronásledováním českých protestantů ze strany silně katolických Habsburků. První exulanti přicházeli už po stavovském povstání proti Ferdinandovi I. v roce 1547. Hlavní vlna nastala až po bitvě na Bílé hoře v roce 1620. Podle dobových pramenů se počet exulantů odhaduje až na 4 tisíce osob. Usazovali se zejména v obcích Trenčínské a Nitranské župy. Byli mezi nimi zejména rolníci a řemeslníci, ale i kněží, lékaři, učitelé a úředníci, kteří výrazně přispěli k rozvoji kulturního života na území Slovenska. Tato migrace pokračovala až do počátku 18. století. 
Změněné hospodářsko-politické podmínky na konci 19. století způsobily, že česká politická reprezentace podporovala usídlování Čechů na území dnešního Slovenska. Uherská vláda se stěhování Čechů bránila, neudělovala jim uherské občanství a omezovala jejich účast na podnikání i ve svobodných povoláních. Přesto na konci 19. století přicházeli čeští odborníci do vznikajících průmyslových center orientovaných především na textilní, dřevařský, papírenský a sklářský průmysl. Při sčítání v roce 1910 uvedlo na území dnešního Slovenska český mateřský jazyk 7947 obyvatel. 

### Obce s nejvyšším procentuálním počtem Čechů (1910)
Údaje: Statistický úřad Slovenské republiky
1. Prečínska Lehota (dnes Lednické Rovne) - 22,39 % (131 Čechů)
2. Rohov - 13,85 % (45)
3. Záhorská Ves - 13,60 % (344)
4. Nemšová - 9,93 % (126)
5. Látkovce (dnes Uhrovec) - 7,94 % (5)
6. Hlivištia - 6,98 % (31)
7. Záturčie (dnes Martin) - 6,71 % (39)
8. Záblatie (dnes Trenčín) - 6,08 % (38)
9. Ružomberok - 5,47 % (670)
10. Lietavská Lúčka - 5,82 % (44)
11. Ladce - 4,56 % (48)
12. Trenčianska Teplá - 4,45 % (102)
13. Devínska Nová Ves - 4,26 % (120)
14. Petržalka - 4,24 % (125)
15. Červený Kameň - 3,59 % (44)
16. České Brezovo - 3,14 % (44)
17. Cerová - Lieskové (dnes Cerová) - 3,02 % (35)
18. Gbely - 2,79 % (88)
19. Žitná-Radiša - 2,76 % (14)
20. Jablonica - 2,73 % (60)

### Obce s nejvyšším počtem Čechů (1910)
Údaje: Statistický úřad Slovenské republiky
1. Bratislava - 1.242 (1,59 %)
2. Ružomberok - 670 (5,47 %)
3. Záhorská Ves - 344 (13,60 %)
4. Košice - 227 (0,51 %)
5. Lučenec - 162 (1,25 %)
6. Trenčín - 150 (1,92 %)
7. Prečínska Lehota (dnes Lednické Rovne) - 131 (22,39 %)
8. Žilina - 127 (1,38 %)
9. Nemšová - 126 (9,93 %)
10. Petržalka - 125 (4,24 %)
11. Devínska Nová Ves - 120 (4,26 %)
12. Malacky - 120 (2,34 %)
13. Banská Bystrica - 110 (1,02 %)
14. Trenčianska Teplá - 102 (4,45 %)
15. Levoča - 100 (1,33 %)
16. Kokava nad Rimavicou - 99 (2,13 %)
17. Trnava - 95 (0,63 %)
18. Gbely - 88 (2,79 %)
19. Piešťany - 75 (1,02 %)
20. Martin - 63 (1,53 %)

Výrazná změna nastala po roce 1918, kdy vznikla Československá republika. Na území Slovenska ve velkém přicházeli příslušníci české inteligence, kteří směřovali do oblasti státní správy, soudnictví, armády, pošt, zdravotnictví, železnice, policie a školství. Oproti roku 1910, kdy se k českému mateřskému jazyku přihlásilo 7 947 obyvatel, se jejich počet zvýšil až na 120 926 (3,63 % z celkového počtu obyvatel Slovenska) osob české národnosti při sčítání v roce 1930. Kromě městského prostředí (v Bratislavě v roce 1930 žilo přes 25 tisíc Čechů) bylo významné jejich usídlování na převážně maďarsky mluvícím území jižního Slovenska. V rámci pozemkové reformy bylo na jižním pohraničí Slovenska (zejména Žitného ostrova) založeno 57 kolonií (Hviezdoslavov, Miloslavov, Bellova Ves a jiné), ve kterých tvořilo české a moravské obyvatelstvo 23 % (nejvýznamnější zastoupení měli Češi například v obci Hviezdoslav, kde tvořili většinu obyvatelstva a v koloniích Nové Osady (část obce Veľké Úľany), kde ze 45 rodin bylo 31 rodin z Čech a Moravy a ve Velkém Harčáši (část Komárna), kde ze 6 rodin byly 4 české a moravské). Zbytek kolonistů tvořili Slováci ze severnějších částí Slovenska a Dolnozemští Slováci.  
Nástup fašismu v Evropě ovlivnil i osudy Čechů na Slovensku. Po Vídeňské arbitráži roku 1938 došlo ke ztrátě jižního Slovenska, v důsledku čehož se snížil i počet Čechů žijících na Slovensku. Zemský soupis z 31. prosince 1938 uvádí na Slovensku už jen 77 488 osob české národnosti, z nichž většina neměla na Slovensku domovské právo. Po vzniku Slovenské republiky v březnu 1939 se situace Čechů na Slovensku ještě zhoršila, v roce 1943 bylo na Slovensku už jen 31 451 Čechů. Převážná část českého obyvatelstva byla nucena území Slovenska opustit.      
Poslední vlna migrace Čechů na Slovensko nastala po skončení 2. světové války, zejména však po roce 1948. Migrační pohyb směřoval hlavně do oblasti průmyslu a armády. V současnosti se české obyvatelstvo soustřeďuje především do krajských (Bratislava, Košice, Trenčín, Žilina, Banská Bystrica) a okresních měst sousedících s Českem (Skalica, Považská Bystrica, Nové Mesto nad Váhom). Procentuálně největšího podílu, a to více než 17 % (rok 2001) dosahují v obci Macov v okrese Dunajská Streda. Zde se jedná především o potomky českých kolonistů, kteří v meziválečném období osídlovali maďarsky mluvící oblasti Žitného ostrova.      

### Obce s nejvyšším procentuálním počtem Čechů (2001)
Údaje: Statistický úřad Slovenské republiky
1. Macov - 17,42 % (27)
2. Regetovka - 7,14 % (1)
3. Bottovo - 6,91 % (15)
4. Vladiča - 6,67 % (5)
5. Hviezdoslavov - 4,15 % (14)
6. Kvetoslavov - 4,14 % (34)
7. Skalica - 3,71 % (557)
8. Holíč - 3,70 % (422)
9. Blahová - 3,62 % (13)
10. Kátov - 3,54 % (20)
11. Vyšný Komárnik - 3,53 % (3)
12. Liptovský Peter - 3,49 % (47)
13. Potoky - 3,45 % (3)
14. Záhorie (vojenský obvod) - 3,33 % (17)
15. Kraskovo - 3,21 % (5)
16. Bacúrov - 3,13 % (3)
17. Lipové - 3,08 % (6)
18. Špania Dolina - 2,96 % (5)
19. Lipovec - 2,93 % (23)
20. Vrbovce - 2,92 % (47)

### Obce s nejvyšším počtem Čechů (2001)
Údaje: Statistický úřad Slovenské republiky
1. Bratislava - 8607 (2,01 %)
2. Košice - 2946 (1,25 %)
3. Trenčín - 1514 (2,62 %)
4. Žilina - 1476 (1,73 %)
5. Banská Bystrica - 1224 (1,47 %)
6. Martin - 1034 (1,72 %)
7. Nitra - 881 (1,01 %)
8. Prešov - 822 (0,89 %)
9. Liptovský Mikuláš - 741 (2,24 %)
10. Poprad - 598 (1,06 %)
11. Trnava - 594 (0,85 %)
12. Skalica - 557 (3,71 %)
13. Zvolen - 548 (1,25 %)
14. Piešťany - 553 (1,81 %)
15. Prievidza - 543 (1,02 %)
16. Považská Bystrica - 456 (1,07 %)
17. Holíč - 422 (3,70 %)
18. Levice - 401 (1,10 %)
19. Nové Mesto nad Váhom - 397 (1,86 %)
20. Komárno - 375 (1,00 %)